# Wojciech Leśniak
Wojciech Leśniak (ur. 27 listopada 1951 w Katowicach) – polski aktor teatralny i filmowy.

## Życiorys
Po maturze zdał do Szkoły Teatralnej w Warszawie, potem przeniósł się do krakowskiej PWST, którą ukończył w 1976.
Związany z teatrem:
- Teatr Polski w Bielsku-Białej (1976–1978)
- Teatr Zagłębia w Sosnowcu (1978–1981)
- Teatr Śląski w Katowicach (1981–1986)
- Teatr Nowy w Zabrzu (1986–1990)
- Teatr Zagłębia w Sosnowcu (1990–)

### Życie prywatne
Syn aktorskiego małżeństwa Sabiny Chromińskiej i Michała Leśniaka, mąż aktorki Ewy Leśniak.

## Filmografia
- 1979: 2 w Prawo głosu jako Franz
- 1981: Noc Świętojańska
- 1981: Kucharki (Horacy)
- 1981: Anna i Wampir jako Aleksander Nawrot, mąż ofiary Marchwickiego; nie występuje w czołówce
- 1982: Blisko, coraz bliżej (odc. 1)
- 1983: Na Straży Swej Stać Będę
- 1983: 6 milionów sekund (odc. 19) jako zawiadowca stacji
- 1984: Sprawa osobista W
- 1985: Wyrok jako kapitan sprawiedliwości
- 1985: Szewcy jako chłop
- 1986: Magma
- 1986: Budniokowie i inni
- 1986: Blisko, coraz bliżej (odc. 14, 15, 16, 17)
- 1992: Obywatel Cz. w podróży
- 1994: Śmierć jak kromka chleba
- 1996: Skąd to zwierzę w operze jako krawiec
- 1998: Dziennik uczuć  jako wychowawca
- 1999: Święta wojna (odc. 7) jako Rosjanin
- 1999: Paderewskiego życie po życiu
- 2000: Święta wojna (odc. 11) jako handlarz
- 2003:  Lokatorzy (odc. 167) jako policjant w cywilu
- 2012: Piąta pora roku jako kupujący

## Odznaczenia, nagrody i wyróżnienia
- 1985 – Srebrny Krzyż Zasługi
- 1988 – Złota Maska - nagroda za główną rolę w spektaklu Tytus, Romek i Atomek
- 1991 – Złota Maska za rolę Blonda w Królu w Teatrze Zagłębia w Sosnowcu)
- 1997 – Złota Maska za rolę Perote w „Księżniczce na opak wywróconej” oraz za rolę Szambelana w „Iwonie księżniczce Burgunda”
- 1998 – Złota Maska za rolę Szatana w Kordianie.